# Lin Tzu-Yu
Lin Tzu-Yu (23 de junio de 2000) es una deportista taiwanesa que compite en tenis de mesa adaptado. Ganó una medalla de plata en los Juegos Paralímpicos de París 2024, en la prueba de dobles (clase WD20).

## Palmarés internacional
| Juegos Paralímpicos | Juegos Paralímpicos | Juegos Paralímpicos | Juegos Paralímpicos |
| Año                 | Lugar               | Medalla             | Prueba              |
| ------------------- | ------------------- | ------------------- | ------------------- |
| 2024                | París (Francia)     | Medalla de plata    | Dobles WD20         |